# Neun-Punkte-Problem

Die Punkte sind mit einem Stift durch 4 gerade Linien zu verbinden, ohne den Stift abzusetzen

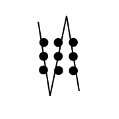
Eine mögliche Lösung mit weniger als vier geraden Linien und flächigen „Punkten“

Eine der möglichen Lösungen des Neun-Punkte-Problems

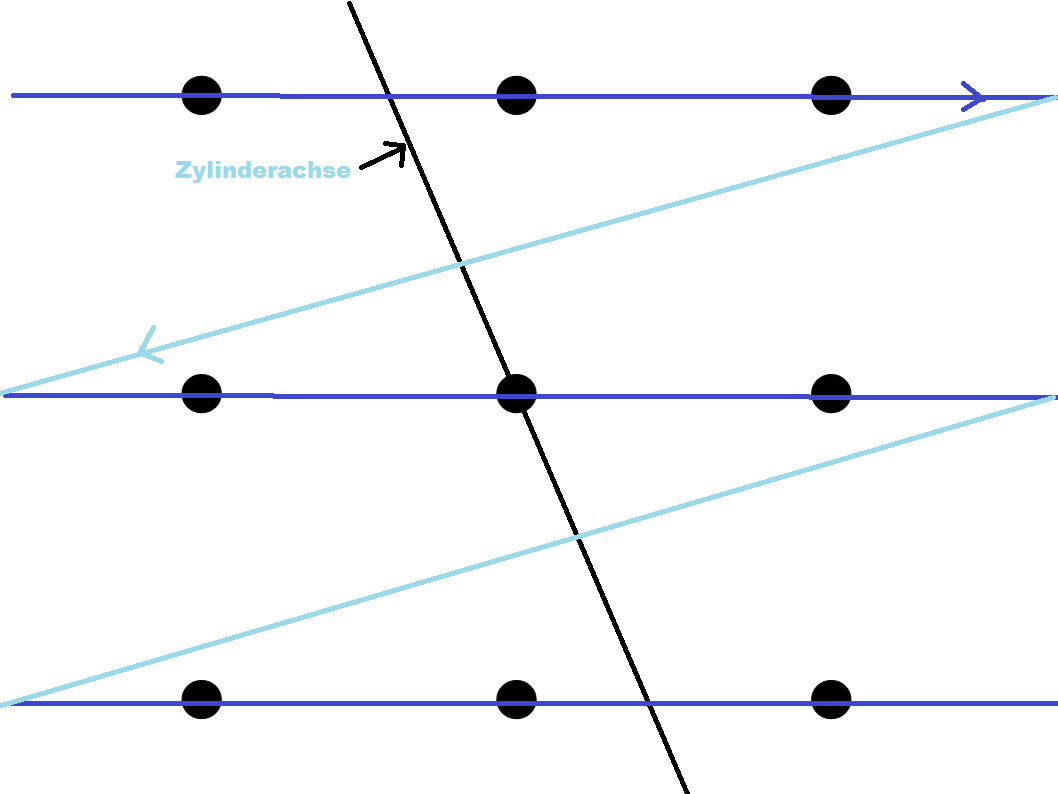
Zylindrische Lösung mit einer Geraden

Das Neun-Punkte-Problem ist eine Aufgabenstellung aus dem Bereich des praktischen Problemlösens in der Denkpsychologie. Die Aufgabe besteht darin, neun quadratisch angeordnete Punkt-Flächen mit einem Stift durch vier bzw. vier oder weniger gerade Linien zu verbinden, ohne den Stift abzusetzen. Erstmals beschrieben wurde das Problem in Samuel Loyds Cyclopedia of Puzzles im Jahre 1914.
In Experimenten wurde die Herangehensweise von Versuchspersonen an dieses Problem untersucht. Versuchspersonen brauchen oft sehr lange, bis sie zu einer Lösung des Problems gelangen. Dies liegt daran, dass sie dazu neigen, zusätzliche Einschränkungen bei der Lösung von Problemen vorzunehmen. Beispielsweise versuchen sie oft, beim Zeichnen der Striche nicht das Quadrat zu verlassen. Die Gestaltgesetze können das erklären.  Erst wenn diese Einschränkung aufgegeben wird, ist eine Lösung des Problems möglich, indem man über das Quadrat hinaus zeichnet. Das Neun-Punkte-Problem ist somit ein gutes Beispiel für den englischen Begriff thinking outside the box (zu deutsch etwa: außerhalb des vorgegebenen Rahmens denken) oder des im deutschen gebräuchlichen Über den Tellerrand schauen, der im Bereich des Problemlösens eine wichtige Rolle spielt.
Wenn man zudem die Elemente der Aufgabe nicht als Elemente der euklidischen Geometrie auffasst, sind auch Lösungen mit weniger als vier Strichen bis zu Ein-Strich-Lösungen möglich. So etwa eine Lösung, bei der ein Stift gewählt wird, dessen Strichbreite mindestens gleich groß ist, wie der Abstand der Eckpunkte, die jeweils eine Kante des von den Punkten gebildeten Quadrats bilden. Auch werden Lösungen, die etwas mit räumlicher Vorstellung zu tun haben, gegeben. Ein Beispiel ist, dass man das Papier als Zylinder so aufstellt, dass die neun Punkte schräg angeordnet sind. Fährt man mit einem Stift gerade herum, ergibt es eine Spiralform, welche die Punkte so verbindet. Legt man das Papier wieder normal hin, so sieht man drei parallele Geraden, die nicht senkrecht zum Blattrand sind. Kinder finden solche Lösungen oft ohne größere Probleme, da sie die Punkte als kleine Kreise bzw. Striche mit einer Strichbreite erfahren.

## Trivia
Die Klaus Tschira Stiftung verwendet die Lösung des Neun-Punkte-Problems als Logo.